# Bulinovac
Bulinovac (izvirno srbsko Булиновац) je naselje v Srbiji, ki upravno spada pod Občino Knjaževac; slednja pa je del Zaječarskega upravnega okraja.

## Demografija
V naselju, katerega izvirno (srbsko-cirilično) ime je Булиновац, živi 174 polnoletnih prebivalcev, pri čemer je njihova povprečna starost 53,0 let (50,9 pri moških in 55,1 pri ženskah). Naselje ima 61 gospodinjstev, pri čemer je povprečno število članov na gospodinjstvo 3,18.
To naselje je, glede na rezultate popisa iz leta 2002, večinoma srbsko, a v času zadnjih treh popisov je opazno zmanjšanje števila prebivalcev.
|  |

| Demografija | Demografija     | Demografija     |
| Leto        | Št. prebivalcev | Št. prebivalcev |
| ----------- | --------------- | --------------- |
|             |                 |                 |
|             |                 |                 |
|             |                 |                 |
|             |                 |                 |
| 1948        | 367             |                 |
| 1953        | 371             |                 |
| 1961        | 372             |                 |
| 1971        | 343             |                 |
| 1981        | 299             |                 |
| 1991        | 232             | 232             |
| 2002        | 194             | 194             |
|             |                 |                 |

| Etnična sestava po popisu iz leta 2002 | Etnična sestava po popisu iz leta 2002 | Etnična sestava po popisu iz leta 2002 | Etnična sestava po popisu iz leta 2002 | Etnična sestava po popisu iz leta 2002 |
| -------------------------------------- | -------------------------------------- | -------------------------------------- | -------------------------------------- | -------------------------------------- |
| Srbi                                   | Srbi                                   |                                        | 192                                    | 98,96%                                 |
| Neznano                                | Neznano                                |                                        | 2                                      | 1,03%                                  |